# Tricentra
Tricentra is een geslacht van vlinders van de familie spanners (Geometridae), uit de onderfamilie Sterrhinae.

## Soorten
- T. albiguttata Warren, 1906
- T. allotmeta Prout, 1917
- T. amibomena Prout, 1918
- T. angulisigna Dognin, 1908
- T. apicata Dognin, 1910
- T. argentipuncta Warren, 1897
- T. ascantia Druce, 1892
- T. auctidisca Prout, 1918
- T. aurata Warren, 1906
- T. aurilimbata Warren, 1906
- T. benevisio Prout, 1932
- T. biguttata Warren, 1906
- T. bisignata Warren, 1907
- T. brunneomarginata Warren, 1906
- T. caecaria Hübner, 1825
- T. cambogiata Warren, 1897
- T. carnaria Herrich-Schäffer, 1854
- T. citrinaria Warren, 1907
- T. commixta Warren, 1905
- T. computaria Snellen, 1874
- T. consequens Warren, 1935
- T. debilis Dognin, 1906
- T. decorata Warren, 1905
- T. devigescens Prout, 1917
- T. ellima Schaus, 1901
- T. euriopis Dyar, 1914
- T. flavicurvata Dognin, 1910
- T. flavifigurata Prout, 1917
- T. flavimarginata Warren, 1900
- T. flavimargo Warren, 1905

- T. flavitornata Prout, 1922
- T. fulvifera Dognin, 1908
- T. fumata Warren, 1906
- T. gavisata Walker, 1862
- T. gibbimargo Prout, 1918
- T. ignefumosa Warren, 1906
- T. irregularis Prout, 1936
- T. mimula Warren, 1907
- T. neomysta Prout, 1936
- T. ocrisia Druce, 1892
- T. oeno Druce, 1892
- T. percrocea Warren, 1906
- T. protruberans Dognin, 1910
- T. quadrigata Felder, 1875
- T. spilopera Prout, 1936
- T. subnexa Prout, 1936
- T. subplumbea Bastelberger, 1908
- T. unimacula Dognin, 1911
- T. vinosata Warren, 1906